# 坂根輝美
坂根輝美（さかね てるみ 1978年 - ）は、愛知県出身の画家。日本美術院の院友。
2004年に愛知県立芸術大学日本画科を卒業し、愛知県美術館において開催された卒業作品展では桑原賞を受賞。2006年に同大大学院日本画修士課程を修了。2005年の第60回春の院展、および2007年の再興第92回院展において作品が入選。2009年には東京都歴史文化財団のトーキョーワンダーウォールにおいても作品が入選する。2016年刊行の池永康晟監修『美人画づくし』（ISBN 978-4-87586-498-1）では、作品が収録され池永らとの鼎談も掲載されている。2018年の再興第103回院展では、『喪失した友人』が入選している。2019年にオフィシャルサイトを開設する。
トーキョーワンダーサイトのウェブサイトではファインアーティストとして紹介されており、坂根は「人は社会の推移と共感的に関われた時に幸せを享受」できるとした上で「絶対的孤独が狂気に至り、その恐怖から逃れる為に主体性を喪失する」現代人の姿を描いていると述べていた。現在はおもに美人画の分野において活動しており、自身のサイトにおいて「女性に対する『美しさ』の概念が大きく変わった現代における美人画とは『個』としての女性の表現ではないか」とし、「昔から親しまれていた美人画を現代様式で復活させたい」と述べている。